# Kerstin Strandberg
Kerstin Birgitta Strandberg, född 28 augusti 1932 på Södermalm i Stockholm, är en svensk författare, tecknare och målare.

## Biografi
Kerstin Strandbergs föräldrar, Sven- Birger Svensson och Elsa Wendler, studerade båda i Lund. Fadern var av skånsk bondesläkt. Efter studentexamen studerade han till tandläkare. Familjen bosatte sig i Stockholm där Kerstin Strandberg föddes. Så inträffade föräldrarnas sjukdom och tidiga död. Hon hade redan kommit till Lund genom farmoderns försorg och fullföljde där sina studier fram till studentexamen. När även farföräldrarna avled blev Kerstin Strandberg ägare till en hyresfastighet i Lund. Under ett gymnasieår vistades hon i ett danskt kloster.
Direkt efter studentexamen gifte hon sig med Bo-Lennart Strandberg (1927–2020)  och fick sitt första barn ett år senare. Familjen flyttade till Uppsala. Kerstin Strandberg studerade vid Kungliga konsthögskolan i Stockholm 1955–1961. Hon hade också sedan tidig ungdom författarambitioner och fick sin första roman publicerad 1967. Därefter har hennes konstnärliga uttryckssätt  huvudsakligen varit som författare. Hennes senaste roman publicerades 2021.
Kerstin Strandberg har varit fackligt engagerad och bidrog till att etablera en kvinnoskribentgrupp inom Författarförbundet.

## Konstnärskap
Kerstin Strandberg studerade konst vid Essem-skolan i Malmö 1952–1954 och därefter vid Kungliga Konsthögskolan i Stockholm. Under resor till Frankrike ägnade hon sig åt självstudier i konst. 1962 tilldelades hon ett stipendium ur E. Sääfs fond från Konstakademien och ett stipendium ur Helge Ax:son Johnsons stiftelse.
Hon medverkade i Skånes konstförenings höstutställningar i Malmö 1956–1959, Sveriges allmänna konstförenings vårsalonger på Liljevalchs konsthall, Nationalmuseums Unga tecknare, Stockholmssalongerna på Liljevalchs konsthall samt utställningen Sju målarinnor som visades i Spånga 1964. Hennes konst består av stilleben, interiörer och skildringar från trädgårdar och färgstarka collage.

## Författarskap
Kerstin Strandberg upplevde tidigt ett behov av och en längtan efter att uttrycka sig konstnärligt i bild eller ord. Redan som elvaåring hade hon klart för sig att hon skulle bli konstnär eller författare. Hon kände sig dragen till modernismens möjligheter att frigöra sig från fasta mönster. En bildlärare uppmuntrade hennes konstnärliga ambitioner under studietiden. Själv uppger hon att konstnärsstudierna gjorde att hon tappade motivationen som bildkonstnär.
Som litterära inspiratörer nämner Kerstin Strandberg Cervantes Don Quijote, Selma Lagerlöfs Gösta Berlings saga och Jerusalem och Virginia Woolfs Mrs Dalloway.
Av recensenter har Kerstin Strandberg generellt rönt uppskattning. Hon har betecknats som "en av de vigaste stilisterna på svenska" med ett uttryckssätt som är "vilt, svart och satiriskt". I sitt sätt att bearbeta barndomsupplevelser och föräldrarelationer har hon jämförts med andra författare av bekännelselitteratur som bland andra Kerstin Thorvall och Birgitta Stenberg. Självbiografiskt material kan spåras i de flesta böckerna. Två gånger har hennes romaner nominerats till Augustpriset: År 2000 för Tio syskon i en ömtålig berättelse, en familjehistoria som samtidigt belyser skrivandeprocessen, och 2004 för En obeskrivlig människa, som belyser konstnärsrollen som ett sätt att besvärja döden men där triviala detaljer får den större betydelsen.
För den läsande allmänheten har hon förblivit tämligen anonym, "Litteratursveriges doldis". Hon betecknar också sig själv som "den undangömda författaren" till "undangömda berättelser".
Den första romanen Som en ballong på skoj, 1967 är en skildring från Lundamiljö och kännetecknas av ironi och galghumor. Den följande romanen Klotjorden, 1970 innehåller mer av svärta och undergångsstämning. 1978 kom Skriv, Kerstin,skriv som är en essäsamling med självbiografiskt innehåll där författaren ger uttryck fört sina problem med kreativitet och skrivkramp. I böckerna Som en vindil efter sanningen, 1984 och Lidelsens detaljer, 1991 bearbetar författaren problem med den konstnärliga utövningen.  Undangömda berättelser, 1995 har också innehåll som berör konstnärskap och den konstnärliga processen.
Fyra romaner handlar om familjen Haverdalius medlemmar ur olika aspekter vid skilda tidpunkter: Annemonas gördel, 1990, Tio syskon i en ömtålig berättelse, 2000, En obeskrivlig människa, 2004 och Silkespappersmönstret, 2009.
Ett par från Stjärnfallsvägen, 2015 är en familjehistoria med inslag av otrohet, transsexualitet och arvskonflikt.
I Skura ut - en bok om lidelsens sista detaljer eller En faun kremeras, 2018 har författaren utgått från samlade arbetsböcker och annat material och kan uppfattas som en form av sammanfattning av författarens liv och dikt men också som en skrivandets handbok. 
Kerstin Strandberg gav 1992 också ut en barnbok, Stora Toddydagen,  med illustrationer av Eva Lena Johansson.
Hon har publicerat artiklar i  olika tidningar och tidskrifter såsom Dagens Nyheter, SDS, Vi, Ord&Bild, BLM, Horisont och Vinduet.

## Priser och utmärkelser
- 1967 – Bonniers debutantpris
- 1970 – Albert Bonniers stipendiefond för yngre och nyare författare
- 1971 – Litteraturfrämjandets stipendiat
- 1978 – Tidningen Vi:s litteraturpris
- 1985 – Samfundet De Nios Vinterpris och Fredrik Ströms minnesfond
- 1987 – Prins Wilhelms fond
- 1991 – Lunds stads kulturpris
- 1995 – Bonniers
- 2000 – Gleerups
- 2001 – Svenska Akademien
- 2015 – Samfundet De Nios Stina Aronsons pris
- 2015 – Albert Bonniers Stipendiefond för svenska författare för Ett par från Stjärnfallsvägen